# Mikkel Håkonsson
 Der er for få eller ingen kildehenvisninger i denne artikel, hvilket er et problem. Du kan hjælpe ved at angive troværdige kilder til de påstande, som fremføres i artiklen.

Mikkel "Ørva" Håkonsson (født 1967) er en dansk musiker, der bl.a. er kendt for sin medvirken i Kim Larsen & Bellami og Kim Larsen og Bell*star. Allerede som 14-årig begyndte han at spille i ungdomsrockbandet Parkering forbudt og har siden spillet med et hav af kunstnere og orkestere som bl.a. Master Fatman, Buzzstop, Stig Møller Rumors Corner & danseorkestret Fancy mm.